# 近畿大学工業高等専門学校
近畿大学工業高等専門学校（きんきだいがくこうぎょうこうとうせんもんがっこう、略称：近大高専、英称：Kindai University Technical College、英略：KUTC、KTC）は、三重県名張市にある日本の私立高等専門学校である。
1962年（昭和37年）に設立。設置者は学校法人近畿大学で、近畿大学の併設校。

## 概要
近大高専は、学校法人近畿大学が三重県熊野市に「熊野高等専門学校」として1962年（昭和37年）4月に設立した高専1期校の一つであり、三重県の高専では鈴鹿高専と並んで、現存の私立の高専としては国際高専と並んで最も歴史のある高専である。1967年（昭和42年）3月以降の「熊野工業高等専門学校」を経て、2000年（平成12年）4月には校名を現在の「近畿大学工業高等専門学校」に変更しており、これと同時に男子校から男女共学校へと変わった。
熊野市にあった当時は地元通学生より県外各地から入学または編入学する学生が多く、和親寮、青葉寮、清和寮、淡交寮、景雲寮という5つの学生寮を持っていたが、やがて周辺地域の人口減少もあって定員割れが続くようになり、約130億円の債務を抱えることになった。このため2009年（平成21年）6月、設置母体の近畿大学は、遅くとも2015年3月までに熊野市から撤退することを表明した。移転先の候補地は同県名張市の皇學館大学（2010年（平成22年度）末で撤退）跡地と、グループの近大姫路大学がある兵庫県姫路市が検討されていたが、2010年（平成22年）1月の理事会において、名張市と移転交渉することを決定。同年5月には移転合意書、10月には誘致協定書を名張市と締結、2011年（平成23年）に名張市に移転。現在の校舎は1998年（平成10年）から2011年（平成23年）3月まで皇學館大学社会福祉学部の名張キャンパスとして利用されていたものである。
名張市が位置する伊賀地域は東海地方と近畿地方の境界部にあたり、それぞれの地方の広い範囲から多くの学生を集めている。大阪や津などからの遠距離通学も可能である一方、寮生や下宿生も数多く存在し、百合ケ丘寮に1～3年生を、朝日町寮が4～5年生を収容するほか、その他部活寮が設置されている。なお、三重県の他高専（鈴鹿高専、鳥羽商船）は東海地区の高専として扱われているが、近大高専は近畿地区の高専として扱われている。
本科は5年制であり、更にその上には2年間の専攻科を持つ。各学年約150名と専攻科約20名で構成されており、全校で1,000人近くが在学している。本科の名称は「総合システム工学科」で、その下に「機械システムコース」「電気電子コース」「制御情報コース」「都市環境コース」が設置されている。専攻科の名称は「生産システム工学専攻」であり、その下に「機械工学」「電気電子工学」「情報工学」「土木工学」が設置されている。
近畿大学の建学の精神である「実学教育と人格の陶冶」を重視しており、「人に愛される人、信頼される人 、尊敬される人の育成」を教育の目的として掲げている。校訓は「未来志向の実学教育と人格の陶冶」。
JABEEカリキュラムの導入校であり、必修単位が取得出来ない場合には留年となる。また、全国の高専の中で唯一、国家資格の基本情報技術者試験（FE）の午前科目免除制度の認定校となっている。
企業からの評価が高く、卒業生への求人倍率は10～20倍前後。編入学制度を利用することにより卒業後に大学3年へ編入学することも可能であり、進学者は国立の技術科学大学や母体である近畿大学を中心とした各大学の工学部や各高専の専攻科への進学が主である。また、高専を3年まで修了し、大学へ入学する方法もある。
部活動は運動部を中心として非常に盛んであり、特に陸上部は全国区の強豪、ソフトテニス部と野球部は三重県内の高校で上位を争う。NHKロボコン部は強豪校の多い近畿地区予選からの参加となるため競争率が高いが、優勝1回、準優勝3回、全国大会出場5回と実績を残している。
地元の自治体・企業と連携した研究、一般市民が参加できる市民公開講座や高専名張祭など、地域に根差した活動も盛んである。

## 沿革
- 1962年（昭和37年）4月　「熊野高等専門学校」開校。機械工学科・電気工学科が設置される。
- 1963年（昭和38年）4月　土木工学科を設置する。
- 1967年（昭和42年）3月　校名を「熊野工業高等専門学校」に変更する。
- 2000年（平成12年）4月　校名を「近畿大学工業高等専門学校」に変更する。また、機械工学科を機械システム工学科に、電気工学科を電気情報工学科に、土木工学科を建設システム工学科に改組する。女子学生の受け入れを開始する。
- 2005年（平成17年）4月　現行3学科を統合して、総合システム工学科を設立し、機械システムコース、電気電子コース、情報コミュニケーションコース、都市環境コースを設置。同時に専攻科の生産システム工学専攻（機械工学、電気電子工学、土木工学）を設置する。
- 2009年（平成21年）6月  少子化等を理由に、遅くとも2015年3月迄に熊野市から撤退することを表明。
- 2010年（平成22年）
  - 1月　2011年（平成23年）3月末に熊野市から撤退して、名張市と移転へ向けた話し合いをすると発表する。
  - 5月　名張市と移転合意書を締結する。
  - 10月　名張市と2011年（平成23年）4月開設に向けた誘致協定書を締結する。
- 2011年（平成23年）4月　三重県名張市へ移転。
- 2015年（平成27年）4月　情報コミュニケーションコースを制御情報コースに名称変更する。
- 2018年（平成30年）3月　武道館完成。
- 2022年（令和4年）4月　専攻科に情報工学設置。

（出典：）

## 設置学科
| 本科（総合システム工学科） | 本科（総合システム工学科）                                | 専攻科（生産システム工学専攻）      | コース長  |
| -------------------------- | --------------------------------------------------------- | ----------------------------------- | --------- |
| M                          | 機械システムコース Mechanical System                      | 機械工学 Mechanical Engineering     | 荒賀 浩一 |
| E                          | 電気電子コース Electrical and Electronic                  | 電気電子工学 Electrical Engineering | 吉川 隆   |
| I                          | 制御情報コース Information and Control                    | 情報工学 Information Engineering    | 舩島 洋紀 |
| C                          | 都市環境コース 土木系 Urban and Environment, Civil        | 土木工学 Civil Engineering          | 中平 恭之 |
| A                          | 都市環境コース 建築系 Urban and Environment, Architecture |                                     | 中平 恭之 |
| 共通課（1～2年生）         |                                                           |                                     |           |

## アクセス
- 近鉄大阪線名張駅東口1番のりばより、三重交通バス「21 近大高専経由 山粕西行き」「25 北回り つつじが丘行き」「26 南回り つつじが丘行き」「臨時 近大高専前行き」乗車約8分、「近大高専前」下車。
- 国道165号夏見交差点より、南東に車で約2.1km。

## 著名な出身者
- 川瀬翔矢 - 陸上競技選手。3年修了後に大学へ転学。
- 鬼屋敷正人 - 元プロ野球選手。3年修了後巨人へ入団。
- 石伊雄太 - プロ野球選手。3年修了後に大学へ転学。卒業後、日本生命でプレー後、中日ドラゴンズへ入団。
- 水口晴幸 - 歌手、俳優。3年で中退。

## 対外関係
- 2016年3月に「高等教育コンソーシアムみえ」を締結。